# Charles Samuel Pollock Parish
Charles Samuel Pollock Parish (né à Calcutta le 26 janvier 1822 et mort dans le Somerset, en 1897) est un missionnaire britannique, botaniste amateur.